# Добраницкий, Мечислав Михайлович
Мечислав Михайлович Добраницкий (8(20) января 1882, Лодзь — 5 ноября 1937, Ленинград) — революционер, советский государственный и музейный деятель, дипломат, директор Публичной библиотеки.

## Биография
Происходил из купеческого сословия, сын купца 2-й гильдии. С 1893 года учащился в Реальном училище в Лодзи, в 1900 г. поступил на машиностроительное отделение Политехникума в Шарлоттенбурге, откуда был вынужден уйти со второго курса. Окончил юридический факультет Гейдельбергского университета в 1910 году, в 1912 получил степень доктор права в Казанском университете.
С 1901 по 1917 год был членом социал-демократической партии Польши и Литвы. Член РСДРП, входил в меньшевистское крыло до 1920 года.
В 1923—1935 — член ВКП(б). С 1917 работал в облсовпрофе в Ростове-на-Дону; в 1921—1922 заведовал Музеем революции в Тифлисе; в 1921—1924 перебрался в Москву, где работал в Архиве и Музее Октябрьской революции, одновременно преподавал в Коммунистическом университете им. Я. М. Свердлова и МГУ. В 1924—1927 — генеральный консул СССР в Гамбурге. С 1927 заведовал отделением Прибалтики и Польши НКИД; с 1929 — представитель НКИД в Одессе, где в то же время преподавал в Одесском институте народного хозяйства. В 1930—1936 — директор Публичной библиотеки, где Добраницкий сменил академика Н. Я. Марра.
В 1935 году Добраницкого исключили из ВКП(б) за участие в меньшевистском движении. В 1936—1937 работал помощником редактора ЛО Соцэкгиза.

## Опала, арест и казнь
В июле 1937 года уволен с работы в издательстве как «социально чуждый элемент». Арестован 23 августа 1937 года. Обвинён в шпионаже и в участии в контрреволюционной террористической организации. 29 октября 1937 года приговорён к расстрелу. Казнен 5 ноября 1937 года. Труп захоронен на Левашовском расстрельном полигоне НКВД.
Частично реабилитирован посмертно 1 февраля 1960 года (приговор в отношении М. Добраницкого был отменён и уголовное дело прекращено как явно сфальсифицированное, однако в посмертном восстановлении в коммунистической партии было отказано, поскольку в его архивно-следственном деле обнаружились документы, свидетельствующие о том, что М. Добраницкий был агентом-провокатором НКВД). Повторно реабилитирован посмертно в 1988 году, тогда же восстановлен в КПСС.

## Семья
- Жена Сусанна Филипповна Ванслибен, немецкая антифашистка.
- Сын Казимир, библиофил, входил в круг близких знакомых Волошина и Ахматовой.
- Оба расстреляны в 1937 году за шпионаж и участие в контрреволюционной террористической организации[2]. Ребилитированы 9 декабря 1991 г. (Казимир Мечиславович)[3] и 1 февраля 1960 года (Мечислав Михайлович)[4].